# 조두형 유괴 사건
조두형 유괴 사건은 1962년 9월 10일 당시 4살이었던 조두형이 서울 공덕동 3-53 친구의 집 앞 놀이터에서 유괴당한 사건이다. 범인으로 추정되는 자가 문교부 장관과 서울 남산경찰서장 앞으로 총 6통의 협박 편지를 보낸 것으로도 유명하다. 당시 경찰 전 병력과 수방사, 우체국 직원들까지 동원되어 15년간의 합동 수사를 펼쳤으나 결국 모두 실패하고, 미해결 사건으로 치부되어 1977년 공소시효가 만료되었다.